# Natatolana narica
Natatolana narica là một loài chân đều trong họ Cirolanidae. Loài này được Bowman miêu tả khoa học năm 1971.